# تشم غلك (أنديمشك)
تشم غلك (بالفارسية: چم‌ گلک) هي قرية تقع في إيران في منطقة مركزية ريفية. يقدر عدد سكانها بـ 2,980 نسمة .